# Maiden Stone

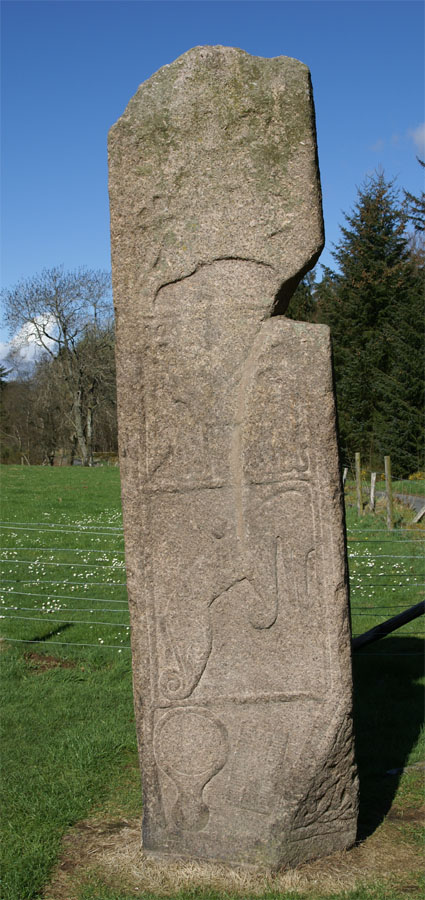
Maiden Stone (achterzijde)

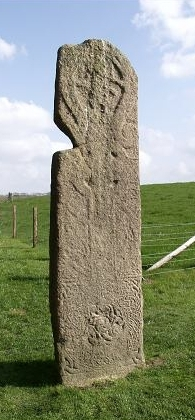
Maiden Stone (voorzijde)

De Maiden Stone is een klasse II Pictische steen, staande ruim zes kilometer ten noordwesten van Inverurie in de Schotse regio Aberdeenshire.

## Beschrijving
De Maiden Stone is een drie meter hoge Pictische steen, die vermoedelijk uit de negende eeuw stamt. De steensoort is rose graniet, dat moeilijk te bewerken is. De steen staat in de Garioch, het centrum van de pictische provincie Mar.
De naar het westen gerichte voorzijde toont een Keltisch kruis, met aan de bovenzijde een menselijk figuur dat door vismonsters wordt vastgehouden. Sommige bronnen veronderstellen dat de figuur de Bijbelse Jonas is, vergezeld van twee walvissen. Onder het kruis bevindt zich een rijk versierde cirkel, opgevuld met decoraties.
De naar het oosten gerichte achterzijde is - vergeleken met de voorzijde - veel simpeler. Deze zijde is verdeeld in vier panelen die elk een pictisch symbool bevatten.  Het bovenste paneel bevat enige dieren waaronder wellicht een centaur. Het paneel eronder toont een Z-vormige schijf en een rechthoek met een soort poort aan de onderzijde. Het volgende paneel toont een pictisch dier dat door sommigen een zwemmende olifant wordt genoemd. Het onderste paneel toont een spiegel en een dubbele kam.
De zijkanten zijn voorzien van decoraties.

## Beheer
De Maiden Stone wordt beheerd door Historic Scotland, net als de Dyce Symbol Stones.